# Pierre Dionisi
Pour les articles homonymes, voir Dionisi.
Pierre Georges Vieilledent, dit  Pierre Dionisi, né à Paris le 21 mars 1904 et mort au Le Revest-les-Eaux (Var) le 16 mai 1976, est un peintre et sculpteur français d'origine corse. 

## Biographie
Originaire de Corse (Chigliacci de Campulori), fils d’une Dionisi, épouse Vielledent, élève de Fernand Cormon et de Raoul Arus, Pierre Dionisi expose au Salon des artistes français de 1921 à 1923 et reçoit le Prix de Rome de peinture en 1923, à l'âge de 19 ans, pour son Christ en Croix. Il a notamment peint le décor pariétal de la salle des mariages de l'hôtel de ville de Puteaux, inauguré en 1934.
La Corse a largement inspiré ses œuvres ; il a également été sculpteur.
En 1933, il expose à la Galerie Charpentier avec le graveur Albert Decaris.